# Mentallo and the Fixer
Mentallo and the Fixer (Mentallo & the Fixer) — это техасский индустриальный музыкальный проект Gary Dassing (Mentallo) и Dwayne Dassing (The Fixer) с 1988 по 1999 годы и соло-проект Gary Dassing с 1999 года.

## Название
Название происходит от прозвищ двух персонажей студии Marvel Comics.

## История
Братья Dassing начинали работу с музыкой с традиционных инструментов: гитары и барабанов. Однако к моменту создания их дебютной группы Benestrophe с вокалистом Richard Mendez инструментальный выбор пал на синтезаторы и семплы. Записанный материал вышел как «Sensory Deprivation» и «Auric Fires» на Ras Dva Records. После разрыва с Mendez, братья начали работать как Mentallo and The Fixer. Первый релиз «No Rest for the Wicked» вышел ограниченным тиражом в 500 копий на португальском лейбле Simbiose records, но привлёк внимание Talla 2XLC из Zoth Ommog records.
Вскоре Mentallo & The Fixer стали сотрудничать с лейблом Metropolis Records и выпустили на нём «Revelations 23». На релизе сформировался собственный стиль группы. Однако, Mentallo & The Fixer в следующем релизе «Where Angels Fear to Tread» отступили в иное направление в музыке.
К 1994 году братья Dassing организовали сайд-проект с вокалистом Michael Greene под названием Mainesthai. Два релиза Mainesthai «Out to Lunch» и «Mentallo & The Fixer Meets Mainesthai» оба выпущены на Metropolis Records. Mentallo & The Fixer выпустили следующий собственный альбом «Burnt Beyond Recognition» в 1997 году, как и синглы «Centuries» и «False Prophets».
После ухода Dwayne Dassing из группы в 1999 году, Gary продолжал работать под названием Mentallo & The Fixer и выпустил несколько альбомов, включая «Algorythum», «Love is the Law», «Return to Grimpen Ward» и «Vengeance is Mine», как и сингл «Systematik Ruin» в поддержку альбома «Algorythum». Gary Dassing после 5 лет забвения в 2007 году, как Mentallo & The Fixer выпустил альбом «Enlightenment through a Chemical Catalyst» на бельгийском лейбле Alfa Matrix.

## Состав
- Гэри Дейсинг, 1988-по настоящее время.
- Дуэйн Дейсинг, 1988—1999.

## Дискография
- No Rest for the Wicked — LP/CD Album (1992) Simbiose
- Revelations 23 — CD Album (1993) Zoth Ommog
- Mentallo & The Fixer Meets Mainesthai — CD (1994) Zoth Ommog
- Where Angels Fear to Tread' — CD Album (1994) Zoth Ommog
- Continuum — CD Album (1995) Metropolis/Off Beat
- Revelations 23 — CD (1995) Metropolis
- Where Angels Fear to Tread — CD Album (1995) Metropolis
- …There’s No Air to Breathe — CD Album (1997) Zoth Ommog
- Burnt Beyond Recognition — CD Album (1997) Metropolis/Off Beat
- Centuries — CD Maxi (1997) Metropolis/Off Beat
- False Prophets — CD Maxi (1997) Metropolis
- Mentallo & The Fixer Meets Mainesthai — CD (1998) Metropolis
- No Further Rest for the Wicked' — 2xCD (1997) Zoth Ommog
- Algorythum — CD Album (1999) Metropolis/Off Beat
- Systematik Ruin — CD Maxi (1999) Metropolis/Off Beat
- Love is the Law — CD Album (2000) Metropolis
- Return to Grimpen Ward — CD (2001) Metropolis
- Vengeance Is Mine' — CD Album (2001) Metropolis
- Commandments for the Molecular Age — CD EP (2006) Alfa Matrix
- Enlightenment Through a Chemical Catalyst — CD Album/2xCD Ltd. Edition Box Set (2007) Alfa Matrix
- A Collection Of Rare, Unreleased & Remastered — CD Album/2xCD (2012) Alfa Matrix